# Batracomorphus sarpedon
Batracomorphus sarpedon är en insektsart som beskrevs av Knight 1983. Batracomorphus sarpedon ingår i släktet Batracomorphus och familjen dvärgstritar. Inga underarter finns listade i Catalogue of Life.